# テニスなんて楽だね
『テニスなんて楽だね』（テニスなんてらくだね、原題：Tennis Chumps,1949年12月10日、劇場公開時『猫の猛テニス』)は、「トムとジェリー」の短編作品の一つ。日本においては現在パブリックドメインとなっている。

## あらすじ
晴天の下、トム対ブッチのテニス選手権大会がいよいよ開幕。
ルール無用のテニス勝負が続く中、荷物運び役としてトムが連れて来たジェリーのいたずらによって試合は更に混沌を極める。ついにはラケットを手にしたジェリーに両選手は一時休戦、ダブルスで立ち向かうも、勝負はボールマシンを武器にトムとブッチを吹っ飛ばしたジェリーに軍配が上がる。
サインが光る優勝カップと共に拍手喝采を浴びるジェリーであった。

## 登場キャラクター
トム
ジェリーを荷物持ちとして酷使し、ブッチとテニス大会で真っ向勝負する。だが最後はジェリーの反撃によりネットごと木に飛ばされ、ブッチ共々操り人形のようにさせられた。
ジェリー
トムにボールやラケットなどの荷物運びをやらされるが、テニス試合を繰り広げるトムとブッチに様々ないたずらを仕掛け反撃。最後は自動サーブマシンでボールをトムとブッチめがけて高速連投したのち・2匹のネコをネットごと吹っ飛ばし、「漁夫の利」として自身が優勝を奪い取った。
ブッチ
トムの対戦相手。最後はトムとタッグを組んで試合を妨害するジェリーをやっつけようとするが、トム共々ジェリーに敗れた。